# قمع غربالي
الفرجة الهلالية محاطة من الأسفل بالهامش المقعر الحاد للناتئ الشصي للعظم الغربالي، وتؤدّي إلى قناة منحنية، القمع محاط من الأعلى بالفقاعة الغربالية ومن الأسفل بالسطح الجانبي للعظم الغربالي.

## وصلات خارجية
- أطلس تشريح جامعة ميشيغان rsa2p6